# Kraftwerk Rupperswil-Auenstein
Kraftwerk Rupperswil-Auenstein är ett vattenkraftverk i Schweiz. Det ligger i floden Aare i kantonen Aargau, i den centrala delen av landet, 70 km nordost om huvudstaden Bern. Det ägs till 55% av järnvägsföretaget SBB-CFF-FFS.